# Palazzo Albertolli
Il Palazzo Albertolli è uno storico edificio di Lugano nel Canton Ticino, già sede della Banca nazionale svizzera dal 1928 a metà anni Duemila.
Esempio di architettura neoclassica, fu costruito tra il 1813 ed il 1818 sull'area di un antico convento francescano. Il progetto di Grato Albertolli, alla cui realizzazione contribuì anche il fratello Giocondo, era volto alla realizzazione di un edificio ad uso abitativo privato per la famiglia, dopo l'acquisizione del terreno da parte del figlio Natale Albertolli.

## Storia

### Le origini

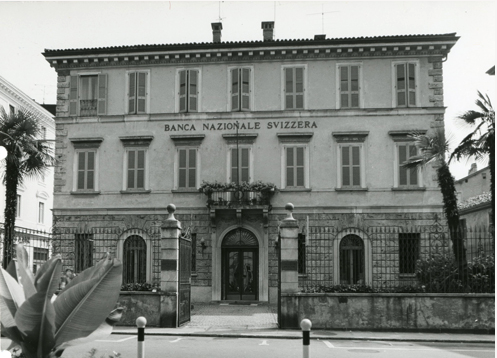
Palazzo Albertolli negli anni '70

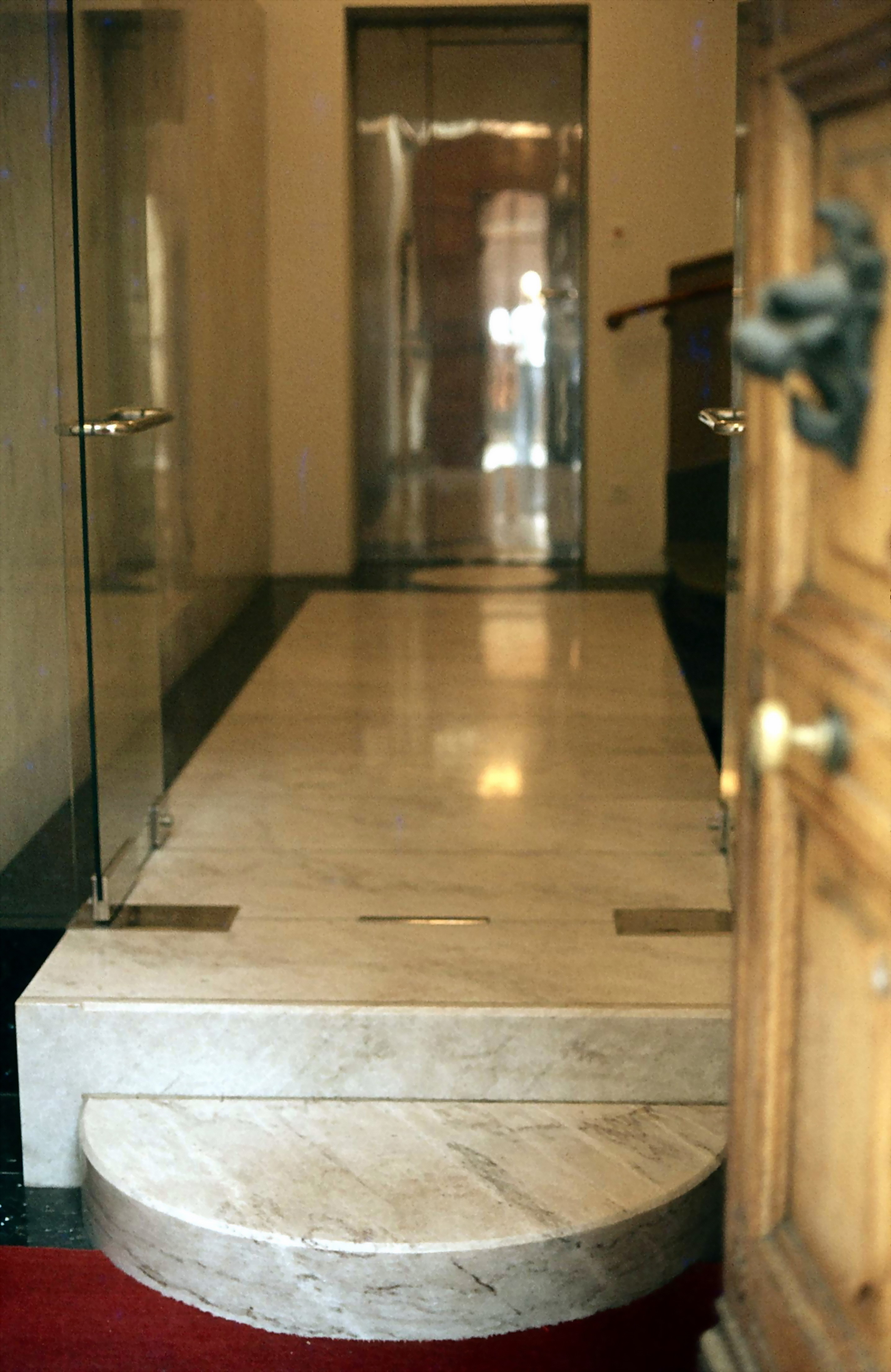
Ingresso, Ristrutturazione 1978, Arch: Mario Campi e Franco Pessina

L'architetto svizzero Grato Albertolli (1746-1835) progettò e realizzò la proprietà, originariamente utilizzata come villa di città, in collaborazione con il fratello Giocondo tra il 1816 e il 1818. Gli Albertolli erano noti per la loro abilità di stuccatori non solo a Lugano, ma in tutta Italia. Basti dire che tra il 1770 e il 1775 entrambi curarono gli stucchi di Palazzo Reale a Firenze.
Notevole esempio di architettura neoclassica, il palazzo fu progettato a cavallo tra il 1813 e il 1814 con l'obiettivo di realizzare l'abitazione di famiglia a pochi passi dal lago, dopo che il figlio di Grato, Natale (1781-1835), acquistò il soppresso convento di S. Francesco dei frati minori. Per la sua edificazione fu demolita la cappella di Sant’Antonio da Padova, che faceva parte del complesso conventuale: il tempietto rinascimentale venne ricostruito (1816) da Giocondo Albertolli nella villa dei conti Andreani, a Moncucco di Brugherio (Monza). Giocondo (1742-1839) collaborò al progetto unitamente al fratello ed è il capostipite e il più insigne rappresentante della famiglia Albertolli originaria di Bedano, composta da architetti, ornatisti e scultori attivi all’Accademia di Brera di Milano, fra i quali Fedele, cui si devono le pitture ornamentali neoclassiche al piano terreno del palazzo cittadino, e Natale, che nel 1818 coadiuvò il padre Grato nelle decorazioni a stucco al primo piano.
Nel 1830 il palazzo fu acquistato dalla famiglia piemontese Vedani, mentre nel 1887 fu venduto all’ingegner Giacomo Lepori di Sonvico che ne mantenne la proprietà fino al 1928.

### Da abitazione privata a banca
La Banca nazionale svizzera (BNS) acquisì l'edificio nel 1928 effettuando ampi lavori di ristrutturazione e trasformazione. L'architetto esecutore era Arnoldo Ziegler, ticinese di nascita. Il piano terra venne trasformato in banca, mentre furono allestiti appartamenti ai piani superiori. La nuova sede fu inaugurata nel 1929.
Nel 1967 la BNS fece progettare all'architetto Rino Tami di Sorengo una nuova volta e una piattaforma elevatrice per collegare i sotterranei con il piano terra. Il progetto fu realizzato solo due anni dopo dagli architetti ticinesi Mario Campi e Franco Pessina. Gli stessi architetti furono incaricati nel 1976 della ristrutturazione dell'ingresso principale e dell'atrio dello sportello bancario. La BNS diede poi incarico a due architetti locali, Michele Giambonini e Giampiero Camponovo, di costruire un imponente montacarichi (capace di trasportare fino a 40 tonnellate) sul piazzale retrostante l'edificio per il trasporto di valori alla cassaforte principale. I camion e furgoni potevano così accedere direttamente ai sotterranei per scaricare i materiali preziosi.
Nel 2006 BNS mise in vendita con bando pubblico la storica sede che fu acquistata dalla banca Wegelin & Co. che ne mantenne le medesime funzioni dell'inquilino precedente. Dopo quasi due anni di ampi lavori di ristrutturazione, nel 2010, sotto la direzione di uno storico specializzato, Wegelin & Co. aprì la nuova filiale a Lugano. L'edificio fu completamente sventrato durante la ristrutturazione totale per circa 7,4 milioni di franchi. La dimensione strutturale degli spazi interni venne riportata all'origine. Nel 2012 Bank Wegelin & Co. venne acquisita da Notenstein Privatbank (Gruppo Raiffeisen) e il palazzo passò nuovamente sotto un'altra proprietà.

### Il ritorno all'uso iniziale
Il 2019 segna per Palazzo Albertolli un nuovo passaggio di mano ed un ritorno al passato. Una nuova proprietà che acquista il palazzo, patrimonio architettonico protetto a livello cantonale (31 ottobre 1946), con l'obiettivo di trasformarlo nuovamente in abitazione privata, così come era stato concepito nell'idea di Grato e Giocondo Albertolli. L'importante ristrutturazione, non invasiva, termina ad ottobre 2020 con il successivo insediamento della famiglia acquirente.

## Descrizione
L'edificio è stato costruito tra il 1816 e il 1818 in stile neoclassico ed è stato completamente ristrutturato tra il 2009 e il 2010 e completamente rinnovato nel 2020. L'immobile è costituito da un fabbricato libero su quattro lati con area esterna circostante. La proprietà fu costruita in una costruzione massiccia con tetto a padiglione. La facciata in gesso è provvista di un bordo in pietra naturale. Il piano terra presenta alti soffitti a volta, decorati con stucchi e in parte con dipinti. L'accesso esterno avviene tramite l'ingresso principale nord e uno ingresso lato sud. Lo sviluppo verticale avviene attraverso il vano scale centrale.